# Happy slapping

Le happy slapping ou vidéolynchage ou vidéoagression est une pratique consistant à filmer l'agression physique d'une personne. Le terme s'applique à des gestes d'intensité variable, de la simple vexation aux violences les plus graves, y compris les violences sexuelles. Le terme anglais, qui signifie littéralement « donner joyeusement des baffes » est un jeu de mots sur l'expression « slap-happy », qui dénote une attitude joyeuse et débonnaire.
Depuis la fin de 2006, ce phénomène a pris de l'ampleur en France et met en scène une personne ou un groupe de personnes fondant sur une cible ne soupçonnant pas l’imminence d’un assaut (généralement une personne seule), pendant qu’un complice filme l’attaque à l’aide de moyens vidéos divers, tels les téléphones mobiles équipés de caméras ou les smartphones. Cependant, selon le rapport thématique 2007 du défenseur des enfants, il ne s’agit pas toujours d’une agression surprise. L’agression est souvent préparée, mise en scène entre les jeunes, la victime désignée est prévenue qu’elle sera frappée.

## Historique
Le mouvement serait apparu dans le sud de Londres, avant de se répandre à travers l’Europe et le nord des États-Unis.
Bien que le concept de filmer un délit ou un crime ne soit pas récent, la banalisation et la disponibilité en général de caméras vidéos motivent la planification des attaques, ce qui les rend facilement diffusables.
Le terme happy slapping est surtout utilisé dans la presse britannique, qui l'utilise de manière exagérée. Selon une revue de la littérature en date de 2011, il n'existe aucune étude empirique démontrant l'existence d'une tendance concrète reliant les différents incidents dénoncés dans les médias.

## Simple provocation ou acte criminel?
Le vidéolynchage peut se révéler plus violent encore qu’une gifle, et peut inclure des coups en rafale, voire des attaques sexuelles. Les assauts sont parfois accompagnés d’autres délits ou crimes, tels que, respectivement, le vol à la tire ou le viol. D’autres variations bien plus perverses encore du vidéolynchage ont été signalées, dont une au moins a abouti au décès de la victime :
- en décembre 2005, une adolescente de 15 ans, Chelsea O’Mahoney – dont l’identité n’a d’abord pas été révélée par les médias pour des raisons légales, plus tard dévoilée dans un souci de responsabilisation de l’acte[5] – ainsi que ses complices Reece Sargeant, 21 ans, Darren Case, 18 ans, et le jeune David Blenman, 17 ans, ont tous été jugés coupables de l'agression violente de David Morley, près de la gare de Waterloo à Londres. Barry Lee, 20 ans, ainsi qu’un autre adolescent de 17 ans, ont été innocentés de tout soupçon. « Après que l'adolescente de quinze ans eut expliqué à Morley, devant sa bande d’amis, qu’elle réalisait un film documentaire au sujet du happy slapping, l'homme, âgé de trente-huit ans, a été battu à mort. »[6],[7] ;
- en Irlande du Nord, des groupes de jeunes ont filmé des attaques contre des équipes de pompiers ;[réf. souhaitée]
- en 2005, deux jeunes ont été condamnés pour avoir immolé un homme pendant une séance de happy slapping ;[réf. souhaitée]
- le 9 juin 2005, une adolescente de 17 ans a été blessée de plusieurs coups de fusil à pompe et filmée dans un quartier de Leeds ;[réf. souhaitée]
- le 18 juin 2005, la police britannique a arrêté un garçon de 14 ans, soupçonné d’avoir violé une enfant de 11 ans qui fréquentait la même école. Les autorités ont été alertées après que le personnel de l’école a vu des scènes du crime enregistrées sur le téléphone mobile du collégien ;[réf. souhaitée]
- le 5 juin 2005, en Suède, la veille de la Fête nationale suédoise, la presse écrite suédoise publie des articles sur des groupes anti-fascistes ou du front révolutionnaire ayant perpétré et filmé des attaques contre des néo-nazis. L’une d’entre elles, commise dans une station de métro bondée, s’est révélée si violente que les témoins ont cru que le skinhead nazi était mort, mais il a survécu malgré de sévères blessures. Les activistes avaient déjà filmé et publié en 2003 une émeute contre la police à Salem, banlieue de Stockholm ;[réf. souhaitée]
- en avril 2006, l'agression, filmée avec un téléphone portable, d'une enseignante du lycée Lavoisier de Porcheville dans les Yvelines en France et dont les images ont circulé parmi les élèves a créé une vive émotion. L'agresseur a été interpellé et le sujet du happy slapping a fait la « une » de l'actualité et suscité des débats en France. Le 27 juin 2007, Massire T., l'auteur de ce délit, a été condamné à un an de prison dont six mois avec sursis par le tribunal correctionnel de Versailles, pour atteinte à la vie privée et non assistance à personne en danger[8].

## Aspect juridique

### En France
En cas d'atteintes à l'intégrité corporelle de la victime, l'auteur des actes voit son comportement réprimé par la loi (articles 222-1 à 222-14-1et 222-23 à 222-31). Cependant, jusqu'en 2007, le statut du « caméraman » n'était pas clairement défini.
La loi française du 5 mars 2007 relative à la prévention de la délinquance répond à ce vide juridique. L'article 222-33-3 du Code pénal précise le statut légal de toute personne enregistrant les images d'atteintes portées à l'intégrité physique de la victime :
- le prévenu est tout d'abord considéré comme complice légal de la personne se rendant coupable des atteintes à l'intégrité physique de la victime, et dès lors s'expose à l'application des mêmes peines que s'il se rendait coupable de ces actes de violence[13] ;
- le fait de diffuser l'enregistrement de telles images est par ailleurs érigé en infraction autonome, punie de cinq ans d'emprisonnement et de 75 000 euros d'amende.

Le troisième alinéa de cet article dispose qu'il n'est pas applicable « lorsque l'enregistrement ou la diffusion résulte de l'exercice normal d'une profession ayant pour objet d'informer le public ou est réalisé afin de servir de preuve en justice », excluant ainsi de toute poursuite les journalistes couvrant d'éventuels évènements violents, ainsi que la vidéosurveillance servant dans un cadre judiciaire.